# Великий Двор (Великодворское сельское поселение)
Вели́кий Двор — деревня в Тотемском районе Вологодской области на реке Печеньга. Административный центр Великодворского сельского поселения.
С точки зрения административно-территориального деления — центр Великодворского сельсовета.
Расстояние по автодороге до районного центра Тотьмы — 47 км. Ближайшие населённые пункты — Внуково, Воронино, Давыдиха, Подлипное.
По переписи 2002 года население — 249 человек (113 мужчин, 136 женщин). Преобладающая национальность — русские (99 %).